# Myomyrus macrodon
Myomyrus macrodon är en fiskart som beskrevs av Boulenger, 1898. Myomyrus macrodon ingår i släktet Myomyrus och familjen Mormyridae. IUCN kategoriserar arten globalt som livskraftig. Inga underarter finns listade i Catalogue of Life.